# Julián Pereyra
Julián Pereyra (* 24. Dezember 1999) ist ein argentinischer Hürdenläufer, der sich auf die 400-Meter-Distanz spezialisiert hat.

## Sportliche Laufbahn
Erste Erfahrungen bei internationalen Meisterschaften sammelte Julián Pereyra im Jahr 2025, als er bei den Südamerikameisterschaften in Mar del Plata in 54,05 s den siebten Platz über 400 m Hürden belegte. 
In den Jahren 2023 und 2024 wurde Pereyra argentinischer Meister in der 4-mal-400-Meter-Staffel.

## Persönliche Bestzeiten
- 400 m Hürden: 52,86 s, 30. März 2025 in Concepción del Uruguay